# Яннік Кокон
Янні́к Коко́н (фр. і італ. Yannick Kocon; нар. 3 червня 1986, Еврі, Іль-де-Франс, Франція) — французький та італійський фігурист, що виступає у парному спортивному фігурному катанні в парі з Ніколь делла Монікою, разом з якою є дворазовим чемпіоном з фігурного катання Італії (2009 і 2010), учасниками Чемпіонатів Європи (двічі шості — 2009 і 2010) та світу (18-те місце 2009 року), XXI Зимової Олімпіади (12-ті, 2010).
Раніше, до об'єднання в пару з делла Монікою в 2007 році, Яннік Кокон виступав у одиночному катанні за Францію. Був учасником Чемпіонату світу серед юніорів 2006 року, де посів 19-те місце.

## Спортивні досгнення

### у парному катанні (за Італію)
(з делла Моніка)
| Сезони/Змагання                                    | 2007/2008 | 2008/2009 | 2009/2010 |
| -------------------------------------------------- | --------- | --------- | --------- |
| Зимові Олімпійські ігри 2010                       |           |           | 12        |
| Чемпіонати світу з фігурного катання               |           | 18        |           |
| Чемпіонати Європи з фігурного катання              |           | 6         | 6         |
| Чемпіонати світу з фігурного катання серед юніорів | 14        |           |           |
| Чемпіонати Італії з фігурного катання              | 1 J.      | 1         | 1         |
| Етапи Гран-Прі: «Rostelecom Cup»                   |           |           | 5         |
| Турніри: «Золотий ковзан Загреба»                  |           | 2         |           |
| Турніри: «NRW Trophy»                              |           | 1         | 1         |

- J = юніорський рівень

### у одиночному катанні (за Францію)
| Сезони/Змагання                                      | 2000/2001 | 2001/2002 | 2002/2003 | 2003/2004 | 2004/2005 | 2005/2006 | 2006/2007 |
| ---------------------------------------------------- | --------- | --------- | --------- | --------- | --------- | --------- | --------- |
| Чемпіонати світу з фігурного катання серед юніорів   |           |           |           |           |           | 19        |           |
| Чемпіонати Франції з фігурного катання               |           |           |           | 13        | 8         | 9         | 13        |
| Чемпіонати Франції з фігурного катання серед юніорів |           |           | 2         | 4         | 3         |           |           |
| Чемпіонати Франції з фігурного катання серед дітей   | 1 N.      |           |           |           |           |           |           |
| Турніри: «Coupe International Nice»                  |           |           |           |           |           |           | 5         |
| Етапи юніорського Гран-Прі, Андорра                  |           |           |           |           |           | 8         |           |
| Етапи юніорського Гран-Прі, Словаччина               |           |           |           |           |           | 8         |           |
| Етапи юніорського Гран-Прі, Румунія                  |           |           |           |           | 9         |           |           |
| Етапи юніорського Гран-Прі, Україна                  |           |           |           |           | 12        |           |           |
| Тургіри: «Gardena Spring Trophy»                     |           |           |           | 5         |           |           |           |

- N = рівень новачків; J = юніорський рівень

## Виноски
1. ↑  Результати турніру «NRW Trophy 2009». Архів оригіналу за 7 грудня 2009. Процитовано 15 лютого 2010. [Архівовано 2009-12-07 у Wayback Machine.]